# Licantropia
Licantropia clínica é uma rara síndrome psiquiátrica na qual a pessoa afetada sofre a ilusão de poder se transformar, ou de fato ter se transformado, em um animal, ou que tal pessoa é, de alguma forma, um animal. A palavra é derivada da condição mitológica da Licantropia, uma aflição sobrenatural na qual as pessoas se transformam fisicamente em lobisomens. A palavra zoantropia é algumas vezes usada para a ilusão de que uma pessoa se transformou em um animal qualquer, e não especificamente em um lobo.

## Sintomas
Indivíduos afetados relatam a crença ilusória de que se transformaram, ou que estão no processo de se transformar em outro animal. Já foi relacionada com as alterações de estado da mente que acompanham a psicose (o estado mental distorcido da realidade que, tipicamente, envolve ilusões e alucinações), sendo que a transformação aparentemente só ocorre na mente e comportamento da pessoa afligida.
Um estudo em licantropia do Hospital McLean relatou uma série de casos e propôs alguns critérios diagnósticos através dos quais a licantropia poderia ser reconhecida:
- Em um momento de lucidez, ou em retrospectiva, um paciente relata que algumas vezes se sente ou se sentiu como um animal.
- Um paciente se comporta de uma maneira que se assemelha ao comportamento de um animal, por exemplo, gritando, rosnando ou rastejando.

De acordo com esses critérios, ou a crença ilusória na transformação atual ou passada, ou o comportamento que sugere que a pessoa se crê transformada, é considerado evidência de licantropia clínica. Os autores destacam que, embora a condição aparentemente seja uma expressão de psicose, não há um diagnóstico específico de doença mental ou neurológica associada às conseqüências comportamentais.
Parece também que a licantropia não é específica para a experiência da transformação homem-lobo. Uma grande variedade de criaturas foi descrita como parte da experiência de transformação. Uma revisão da literatura médica do início de 2004 relaciona mais de trinta casos publicados de licantropia, sendo que apenas a minoria deles tem lobos ou cães por tema. Canídeos logicamente não são incomuns, embora a experiência de transformação em gatos, cavalos, pássaros e tigres tenha sido relatada em mais de uma ocasião, e até transformações em sapos e abelhas foram descritas em alguns casos. Um estudo de caso datado de 1989 descreveu como um indivíduo relatou uma transformação em série, experimentando uma mudança de humano para cão, cavalo, e então, finalmente, gato, antes de retornar à realidade da existência humana depois do tratamento. Há ainda casos de pessoas que experimentaram transformação em um animal descrito apenas como “inespecífico”.

## Mecanismos propostos
A licantropia clínica é uma condição rara, e freqüentemente considerada como uma expressão idiossincrática de um episódio psicótico causado por outra condição como esquizofrenia, distúrbio bipolar ou depressão clínica.

### Fatores neurológicos
Um fator importante podem ser as diferenças ou alterações nas partes do cérebro reconhecidamente envolvidas na representação da forma corporal (propriocepção, imagem corporal). Um estudo de neuroimagem de duas pessoas diagnosticadas com licantropia clínica mostrou que essas áreas do cérebro apresentavam ativação incomum, sugerindo que, quando as pessoas mencionavam que o seu corpo estava mudando de forma, elas podiam estar percebendo genuinamente tais sensações. Distorções da imagem corporal não são incomuns em episódios de doenças mentais ou neurológicas, portanto isso pode ajudar a explicar o processo, ao menos parcialmente. Uma questão intrigante é o porquê de uma pessoa afligida não relatar simplesmente que o seu corpo “parece estar mudando de formas estranhas”, ao invés de apresentar a ilusão de que estão se transformando em um animal especifico. Há muitas evidências de que a psicose é mais do que apenas experiências perceptivas estranhas, portanto talvez a licantropia seja o resultado dessas experiências corporais inusitadas sendo compreendidas por uma mente já confusa, provavelmente filtradas através da lente de tradições culturais e ideias.

### Contribuições culturais
Acredita-se que as contribuições culturais influenciam fortemente o conteúdo das psicoses e de experiências semelhantes, e nós dispomos de um grande repertório cultural no que diz respeito à transformação de homem em animais, dado que muitas sociedades incluíram esse conceito em mitos, histórias ou rituais. Já houve casos de crianças selvagens aparentemente criadas por animais depois de perderem os pais. O psiquiatra Lucien Malson coletou mais de cinqüenta casos assim alegados no seu importante livro “Wolf Children and the Problem of Human Nature”. Mais casos já foram relatados desde a sua publicação, em 1964, sugerindo que algumas crenças na licantropia podem se originar a partir de observações de relações maternais incomuns entre humanos e animais.
Pode-se argumentar que os mitos de licantropia sobrenatural se originam de pessoas relatando experiências daquilo que, hoje, seria classificado como psicose. Na verdade, a interação entre a experiência humana e a cultura é difícil (e talvez impossível) de se separar, e no caso da licantropia não é diferente. Enquanto que a tendência principal da psiquiatria assume que alguém que se crê um animal é mentalmente enfermo, alguém que deliberadamente tenta conseguir isso com o uso de drogas psicoativas e rituais é considerado um xamã em muitas sociedades mundo afora.